# Populous (jeu vidéo)
Pour les articles homonymes, voir Populous (homonymie).
Populous est un jeu de stratégie en temps réel sur ordinateur, développé par Bullfrog et édité par Electronic Arts en 1989.
Imaginé par Peter Molyneux, Populous est considéré comme l’archétype du jeu de simulation divine (god game), un type de jeu dans lequel le joueur incarne une divinité toute puissante. Il a rencontré un important succès critique et commercial. Initialement développé sur les ordinateurs 16/32 bits Amiga et Atari ST, Populous est adapté sur une dizaine de supports, incluant MS-DOS et les consoles Master System, Mega Drive, Super Nintendo, PC-Engine et Game Boy.

## Système de jeu
Dans Populous, le joueur a la responsabilité d’un peuple qu'il doit guider contre celui de la divinité adverse en manipulant le paysage, en faisant croître la civilisation et en utilisant diverses calamités contre l’ennemi.
Le monde sur lequel intervient le joueur est représenté en perspective isométrique. Des icônes autour de l'aire de jeu permettent de sélectionner les actions à réaliser. Cette interface sera reprise dans d’autres jeux de Bullfrog comme Powermonger et Populous II.
Le jeu implémente un mode deux joueurs en réseau local par connexion modem nul sur ordinateurs.

### Extensions
Populous: The Promised Lands (« Les terres promises ») est une extension qui comprend cinq terres inédites (et leur population), à la tonalité plus ou moins fantaisiste et à la difficulté accrue : The Big Plains, The Wild West, Blockland, Silly World et la Révolution française. L'extension est commercialisée sur Amiga, Atari ST, FM Towns et PC au prix de 10 £ environ. Sur PC Engine, le contenu est proposé avec le jeu original lors de son édition au format Super CD-ROM² en 1991 au Japon. L'extension est disponible sur une disquette 3"5 compatible Amiga et Atari ST.
Populous: The Final Frontier (« La frontière finale ») est une seconde extension qui apporte quelques paysages supplémentaires. Elle est proposée gratuitement dans le magazine anglais The One en novembre 1989 à destination de l'Amiga et du ST.
Bullfrog a également commercialisé en 1991 Populous World Editor, un ajout qui donne aux utilisateurs la possibilité de modifier l'apparence des personnages, des villes et du terrain.

## Accueil
| Populous        |      |       |
| Média           | Nat. | Notes |
| Dragon Magazine | US   | 5/5   |
| Tilt            | FR   | 18/20 |

Populous est commercialisé vers avril 1989 sur Amiga et Atari ST. À la fin de l'été, les ventes s'élèvent à 65 000 exemplaires en Europe, ce qui constitue un franc succès. Le jeu est adapté sur plus d'une dizaine de supports et les ventes globales atteignent 750 000 unités en 1991.
Le magazine français Tilt (18/20) estime qu'il s'agit « sans conteste du jeu de stratégie le plus original et le plus prenant depuis The Sentinel ».

## Récompenses
Le caractère innovant de Populous s'est vu récompensé par divers prix :
- Origins Award 1990 du « meilleur jeu de stratégie »
- European Computer Leisure Award 1990[7] du « meilleur jeu de stratégie », le jury étant composé d'un panel de rédacteurs de la presse spécialisée européenne.
- Tilt d'or Canal+ 1989 du « meilleur jeu de réflexion/stratégie »
- « Jeu de l'année 1990 » selon le magazine américain Video Games & Computer Entertainment

## Influences
Le créateur Will Wright s'est inspiré du jeu pour créer la phase tribale dans Spore.